# إلمر غوردون ويست
إلمر غوردون ويست (بالإنجليزية: Elmer Gordon West) هو قاضي ومحامي أمريكي، ولد في 17 نوفمبر 1914 في Hyde Park, Boston ‏ في الولايات المتحدة، وتوفي في 2 نوفمبر 1992.